# Partido de Acción Socialista
El Partido de Acción Socialista (PASOC), també anomenat  durant un temps Partido Socialista Obrero Español-històric (PSOE-històric), és una escissió del PSOE sorgida del congrés de Suresnes el 1972. El 1974 el sector històric del partit, dirigit per Rodolfo Llopis Ferrándiz, abandonà el partit per divergències amb la nova direcció de Felipe González i creà un nou partit. Es presentà a les eleccions generals del 15 de juny de 1977, però només va obtenir 21.242 vots (0,12%). A les eleccions de 1979 assolí els 133.869 vots (0,74%). En 1982 canvià el seu nom inicial de PSOE històric pel de Partido Socialista (PS), que posteriorment adoptaria el nom de Partido de Acción Socialista (PASOC). Representa la línia del socialisme marxista. El seu secretari general fou Alonso Puerta Gutiérrez (del 1982 al 2001) i seu president fou Pablo Castellano (del 1990 al 2001); i després Luis Aurelio Sánchez (secretari general) i Andrés Cuevas (president). El 1987 s'adherí a la coalició Izquierda Unida, impulsada pel Partido Comunista de España (PCE).